# اورنیتولستس
اورنیتولستس (نام علمی: Ornitholestes) نام یک سرده از کلاد دست‌قاپان است.
اورینتولستس، شکارگر کوچک و سبک‌وزن، جانوران کوچکی مثل حشرات، مارمولک‌ها، قورباغه‌ها و نوزادهای دایناسورها را می‌خورد. دندان‌های بالایی پیشین اورینتولستس بسیار دراز بودند و نوک دندان‌ها به‌شکلی غیرعادی تخت بود. شکل استخوان‌های سر پوزه‌اش زمانی موجب طرح این نظر شد که اورینتولستس شاخی خیشومی داشته است، اما مطالعات جدید نشان داده‌اند که چنین نظری احتمالاً درست نیست. دست‌های سه‌انگشتیش کشیده و باریک بودند. طرح بدنی ظریف اورینتولستس شکارچی چابک و کارآمدی از آن ساخته بود. تقریباً هیچ شکی نیست که بدن اورینتولستس را پرهایی الیاف‌مانند می‌پوشانده‌اند.